# Cardigan Mountain State Park
Koordinaten: 43° 39′ 22″ N, 71° 54′ 37″ W

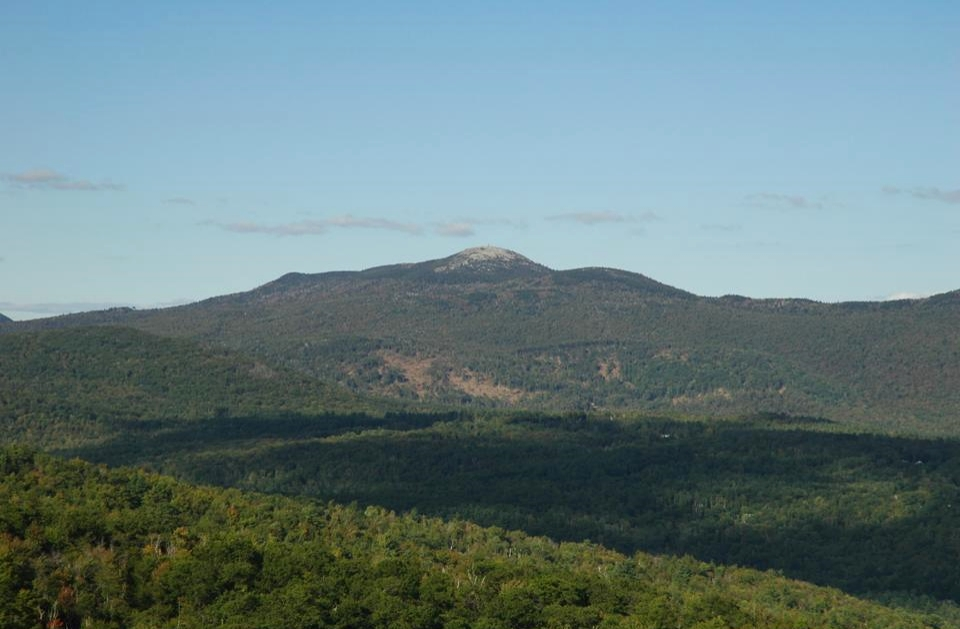
Mount Cardigan

Der Cardigan Mountain State Park ist ein 2288 Hektar großes Landschaftsschutzgebiet in Orange im US-Bundesstaat New Hampshire. Der Park ist ganzjährig geöffnet und Teil des viel größeren Mount Cardigan State Forests.

## Geschichte
Der Cardigan Mountain State Park geht auf das 1918 eingerichtete Mount Cardigan State Reservat zurück, als der Staat New Hampshire 284 Hektar Land bei der Ortschaft Orange erwarb. Im Zuge des New Deal errichtete das Civilian Conservation Corps Wanderwege und Zufahrtsstraßen.

## Tourismus
Im Park führen mehrere Wanderwege auf den Granitgipfel des Mount Cardigan. Auf dem Gipfel befindet sich ein Feuerwachturm. Von dort hat man eine gute Aussicht auf die Mitte New Hampshires, auf den Mount Monadnock und die White Mountains in New Hampshire, den Camel’s Hump in Vermont und den Pleasant Mountain in Maine.
Neben dem Appalachian Mountain Club kümmern sich noch weitere Freiwilligengruppen um den Unterhalt der Wanderwege und Picknickplätze. Der Appalachian Mountain Club betreibt zudem die Cardigan Lodge an der Ostseite des Mount Cardigan.

## Flora
Im Mount Cardigan State Park herrscht ein subalpines Klima, was in den Gipfellagen zum Wuchs von Krummholz, meist Amerikanische Rot-Fichte führt. In den tieferen Lagen gibt es Laub- und Nadelwälder. Zu deren häufigsten Baumarten gehören Hemlocktanne, Zuckerahorn, Gelbbirke sowie Zedern und Weymouth-Kiefer. Bei einer Bestandsaufnahme durch das New Hampshire Natural Heritage Bureau wurden im Gipfelbereich des Mountain Cardigan die seltenen Pflanzenarten Starre Segge (Carex bigelowii), Kopf-Segge (Carex capitata) und Mountain Firmoss (Huperzia appalachiana) gefunden, die sonst nur noch an wenigen anderen Stellen in New Hampshire gedeihen.

## Fauna
Zu den größeren Tieren, die man im Park antreffen kann, gehören Weißwedelhirsche, Schwarzbären, Kojoten und Rotfüchse.